# Aspidistra punctata
Aspidistra punctata är en sparrisväxtart som beskrevs av John Lindley. Aspidistra punctata ingår i släktet Aspidistra och familjen sparrisväxter. Inga underarter finns listade i Catalogue of Life.